# Otto Meyer (Filmeditor)
Otto Walther Meyer (* 12. Juli 1900 in San Francisco, Kalifornien; † 18. April 1980 in Los Angeles County, Kalifornien) war ein US-amerikanischer Filmeditor.

## Leben
Otto Meyer wurde als Sohn deutscher Einwanderer in Kalifornien geboren. 1931 erhielt er bei Columbia Pictures einen Vertrag als Filmeditor. Anfang der 1930er Jahre schnitt er zunächst zahlreiche Western von Regisseur D. Ross Lederman mit Tim McCoy in der Hauptrolle, wie z. B. Texas Cyclone (1932) und Das Gesetz in der eigenen Hand (1932), in denen auch der junge John Wayne zu sehen war. Ab 1936 war Meyer für größere Columbia-Produktionen zuständig, darunter Theodora wird wild (1936) mit Irene Dunne und George Cukors Die Schwester der Braut (1938) mit Katharine Hepburn und Cary Grant. Nach 1945 kam er nur noch selten bei Kinofilmen zum Einsatz. In den 1950er Jahren arbeitete er häufig für das US-amerikanische Fernsehen, wo er unter anderem bei mehreren Folgen der Serien Perry Mason (1957–1961) und Rauchende Colts (1959–1967) für den Schnitt verantwortlich war.
Otto Meyer erhielt im Laufe seiner Karriere zwei Oscar-Nominierungen für den besten Schnitt: 1937 für Theodora wird wild und 1943 für Zeuge der Anklage (1942) mit Cary Grant, Jean Arthur und Ronald Colman in den Hauptrollen. 1967 zog sich Meyer aus dem Showgeschäft zurück. Er war mit Louise Meyer (1906–1962) verheiratet und starb 1980 im Alter von 79 Jahren. Sein Grab befindet sich neben dem seiner Frau im Forest Lawn Memorial Park in Los Angeles.

## Filmografie (Auswahl)
- 1931: Border Law – Regie: Louis King
- 1931: The One Way Trail – Regie: Ray Taylor
- 1931: The Fighting Marshal – Regie: D. Ross Lederman
- 1932: Vier Fäuste wie ein Donnerschlag (The Fighting Fool) – Regie: Lambert Hillyer
- 1932: Texas Cyclone – Regie: D. Ross Lederman
- 1932: The Riding Tornado – Regie: D. Ross Lederman
- 1932: Das Gesetz in der eigenen Hand (Two-Fisted Law) – Regie: D. Ross Lederman
- 1932: Daring Danger – Regie: D. Ross Lederman
- 1933: Mit dem Tod um die Wette (Straightaway) – Regie: Otto Brower
- 1933: The Whirlwind – Regie: D. Ross Lederman
- 1933: Rusty Rides Alone – Regie: D. Ross Lederman
- 1933: Police Car 17 – Regie: Lambert Hillyer
- 1933: Before Midnight – Regie: Lambert Hillyer
- 1934: The Crime of Helen Stanley – Regie: D. Ross Lederman
- 1934: Hell Bent for Love – Regie: D. Ross Lederman
- 1934: A Man’s Game – Regie: D. Ross Lederman
- 1934: Beyond the Law – Regie: D. Ross Lederman
- 1934: Girl in Danger – Regie: D. Ross Lederman
- 1934: White Lies – Regie: Leo Bulgakov
- 1935: The Best Man Wins – Regie: Erle C. Kenton
- 1935: After the Dance – Regie: Leo Bulgakov
- 1936: Hell-Ship Morgan – Regie: D. Ross Lederman
- 1936: Roaming Lady – Regie: Albert S. Rogell
- 1936: Meet Nero Wolfe – Regie: Herbert Biberman
- 1936: Adventure in Manhattan – Regie: Edward Ludwig
- 1936: Theodora wird wild (Theodora Goes Wild) – Regie: Richard Boleslawski
- 1937: Women of Glamour – Regie: Gordon Wiles
- 1937: The Frame-Up – Regie: D. Ross Lederman
- 1938: No Time to Marry – Regie: Harry Lachman
- 1938: The Lone Wolf in Paris – Regie: Albert S. Rogell
- 1938: Die Schwester der Braut (Holiday) – Regie: George Cukor
- 1938: Girls’ School – Regie: John Brahm
- 1938: Adventure in Sahara – Regie: D. Ross Lederman
- 1939: The Lone Wolf Spy Hunt – Regie: Peter Godfrey
- 1939: Blind Alley – Regie: Charles Vidor
- 1939: Golden Boy – Regie: Rouben Mamoulian
- 1939: Taming of the West – Regie: Norman Deming
- 1939: Blondie Brings Up Baby – Regie: Frank R. Strayer
- 1940: Music in My Heart – Regie: Joseph Santley
- 1940: Ein Ehemann zuviel (Too Many Husbands) – Regie: Wesley Ruggles
- 1940: Arizona – Regie: Wesley Ruggles
- 1941: Akkorde der Liebe (Penny Serenade) – Regie: George Stevens
- 1941: Reich wirst du nie (You’ll Never Get Rich) – Regie: Sidney Lanfield
- 1942: Blondie Goes to College – Regie: Frank R. Strayer
- 1942: Zeuge der Anklage (The Talk of the Town) – Regie: George Stevens
- 1943: Something to Shout About – Regie: Gregory Ratoff
- 1943: Immer mehr, immer fröhlicher (The More the Merrier) – Regie: George Stevens
- 1943: My Kingdom for a Cook – Regie: Richard Wallace
- 1943: The Heat’s On – Regie: Gregory Ratoff
- 1944: Nine Girls – Regie: Leigh Jason
- 1944: Louisiana Hayride – Regie: Charles Barton
- 1944: Ever Since Venus – Regie: Arthur Dreifuss
- 1944: Modell wider Willen (Together Again) – Regie: Charles Vidor
- 1945: A Guy, a Gal and a Pal – Regie: Budd Boetticher
- 1945: Over 21 – Regie: Charles Vidor
- 1945: Song of the Prairie – Regie: Ray Nazarro
- 1952: Face to Face – Regie: John Brahm, Bretaigne Windust
- 1954: Mr. & Mrs. North (TV-Serie, eine Folge)
- 1954/1955: Tha Halls of Ivy (TV-Serie, zwei Folgen)
- 1956: Flicka (TV-Serie, vier Folgen)
- 1956–1958: Broken Arrow (TV-Serie, 17 Folgen)
- 1957–1961: Perry Mason (TV-Serie, 22 Folgen)
- 1957–1958: Wie angelt man sich einen Millionär? (How to Marry a Millionaire) (TV-Serie, drei Folgen)
- 1958: Der Mann ohne Colt (Man Without a Gun) (TV-Serie, zwei Folgen)
- 1959: Gefährliche Geschäfte (The Third Man) (TV-Serie, drei Folgen)
- 1959–1967: Rauchende Colts (Gunsmoke) (TV-Serie, 128 Folgen)
- 1960: Hotel de Paree (TV-Serie, eine Folge)
- 1960: Der Texaner (The Texan) (TV-Serie, eine Folge)